# フェニックス (探査機)

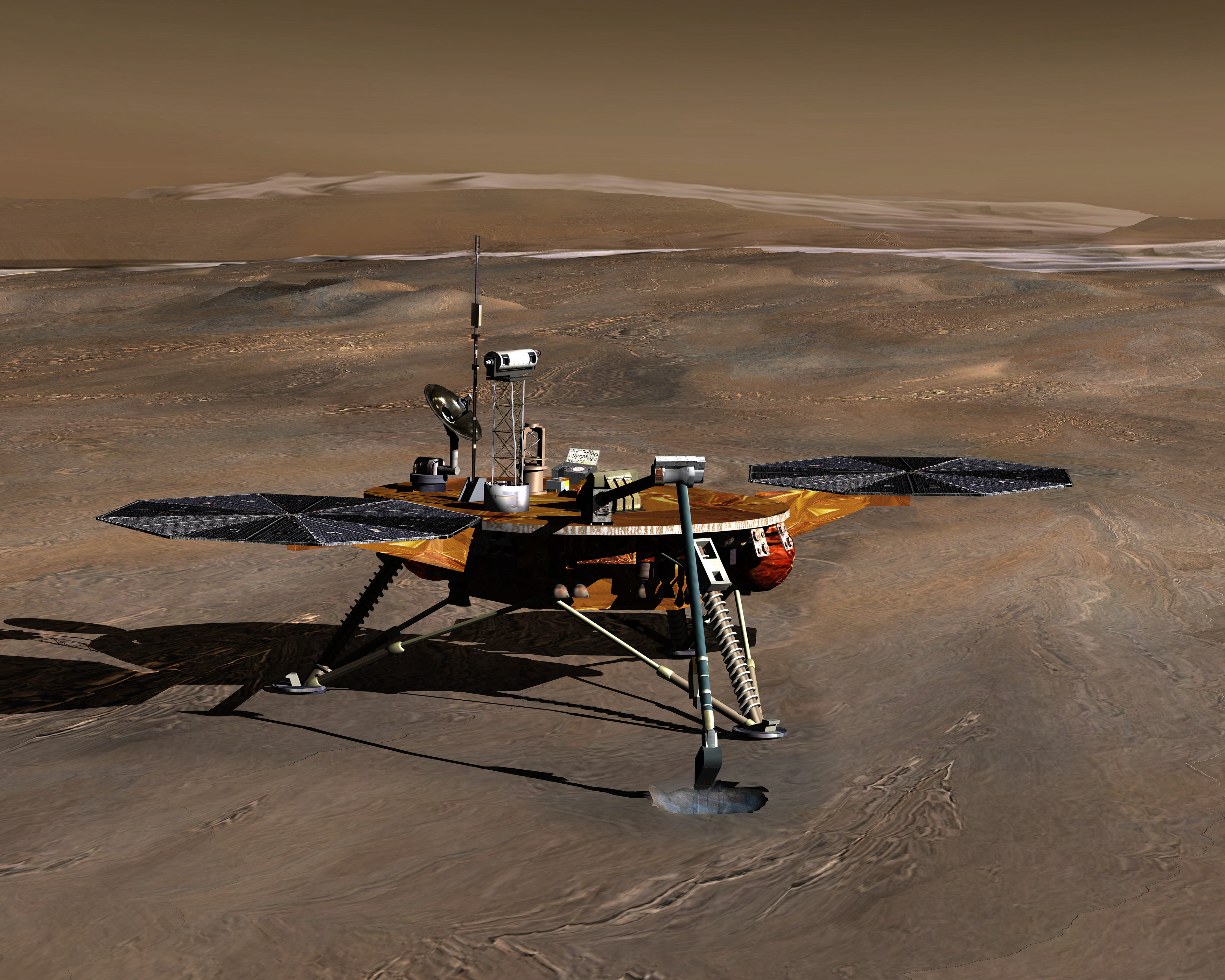
火星に着陸したフェニックスの予想イメージ。フェニックスはマーズ・スカウト・プログラムに基づきアリゾナ大学が提案した。灰から蘇る「不死鳥」の名のように機体は2000年に中止された探査計画のものを用い、また1999年に一度失敗した極地への着陸を果たした。

フェニックス (Phoenix) は、アメリカ航空宇宙局（NASA）管理下で、アリゾナ大学の月惑星研究所（Lunar and Planetary Laboratory, LPL）を中心にカナダ宇宙庁と航空宇宙業界も加わって共同開発された火星探査機である。
2007年8月4日に打上げられ、2008年5月25日に火星の北極の、氷が豊富な地域へ着陸。着陸後はロボット・アームで北極域の地表を掘り上げて過去の水に関する情報を探し、火星が微生物にとって適切な環境であるかどうかを調べた。

## 歴史
2003年8月、アメリカ航空宇宙局は、アリゾナ大学により提案されたフェニックス計画を、2007年にマーズ・スカウト・プログラムで最初に打上げられる探査機として選出した。この決定が下されるまでには、他研究機関との間で非常に激しい競争があった。この計画のために、NASAからアリゾナ大学へ3億2500万米ドルの資金が提供される。これは、それまでアリゾナ大学により獲得された研究費の中では最大の規模で、それまでの最高額より6倍にも上る。
アリゾナ大学のピーター・スミスが、この計画の主任研究員（Principal Investigator, PI）として選出された。フェニックスという名前は、何度も灰の中から蘇る神話上の鳥、フェニックス（不死鳥）に因んで命名された。この名前に相応しく、フェニックスにはこれまでの探査計画で開発された機器が再利用されている。フェニックスに使用される着陸船は2000年に計画が中止されたマーズ・サーベイヤー2001の着陸船を改良したものである。この着陸船は、ロッキード・マーティン社がほぼ完成状態にあった着陸機を、2001年より大切に保存していたものである。また、マーズ・ポーラー・ランダーに搭載されていたものと同じ科学機器がフェニックスにも搭載されている。
2005年6月2日、NASAはフェニックス・プロジェクトの計画と初期設計が順調に進んでいくことを精査した後、予定どおりにプロジェクトを進行させることを承認した。

## ミッションの目的
火星の失われた水を追うということがNASAの長期火星探査計画マーズ・エクスプロレーション・プログラムの重要な柱の1つである。2001マーズ・オデッセイなどによる軌道上からの調査によって火星の北極地域の地面の直ぐ下には凍った氷の層が拡がっていると考えられており、この地域の調査は以前からの重要な目標であった。フェニックスはこの土壌と氷の境界地域に着陸し、それまで周回機でのみ存在が確認されて来た「火星の地下の氷」を直接探査することによって、2つの目標、即ちこの地域が、果たして生命に適した土壌をもっているのかということについて、そして極地地質が辿った歴史、特に過去10万年間に液体の水が存在したのかということについて探求する。

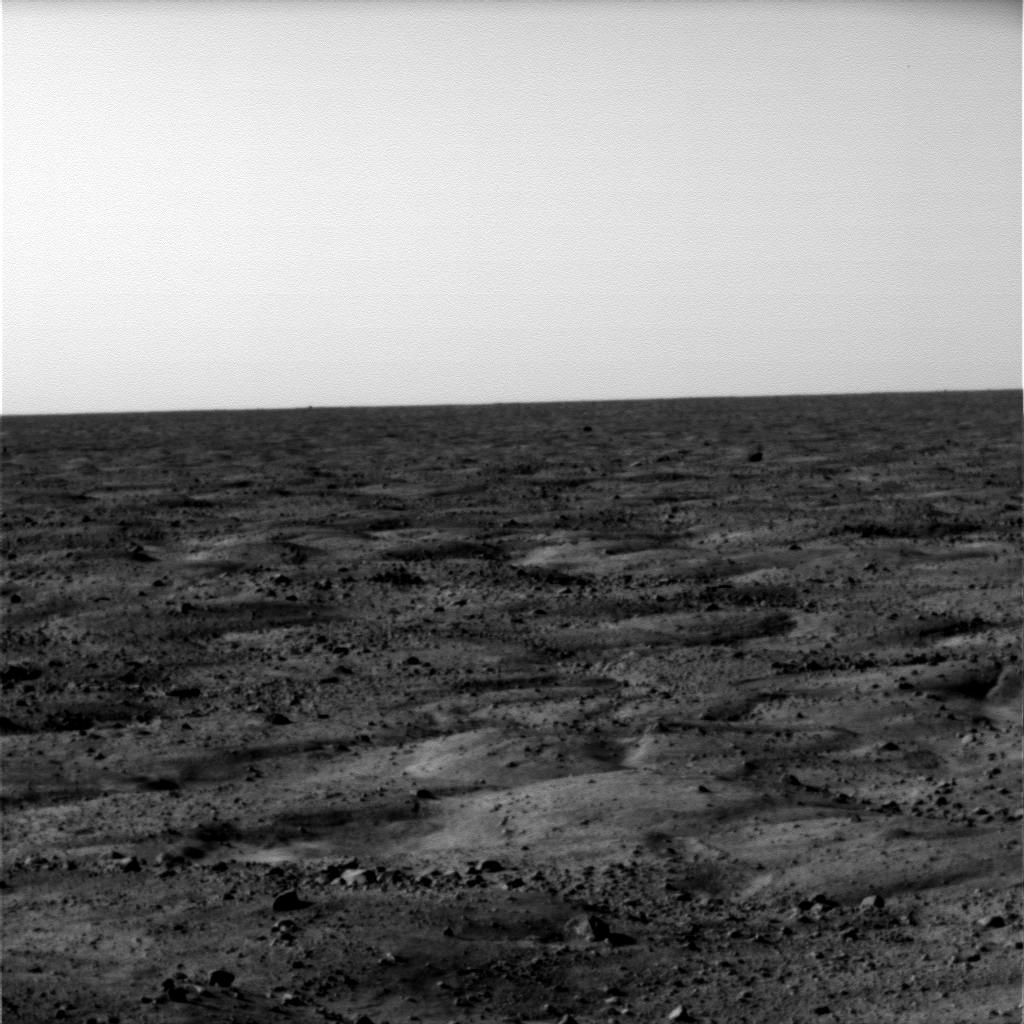
フェニックスが送ってきた着陸地点からの写真。 永久凍土地帯にみられるアイス・ウェッジ・ポリゴンとよく似た多角形のパターンを示している。
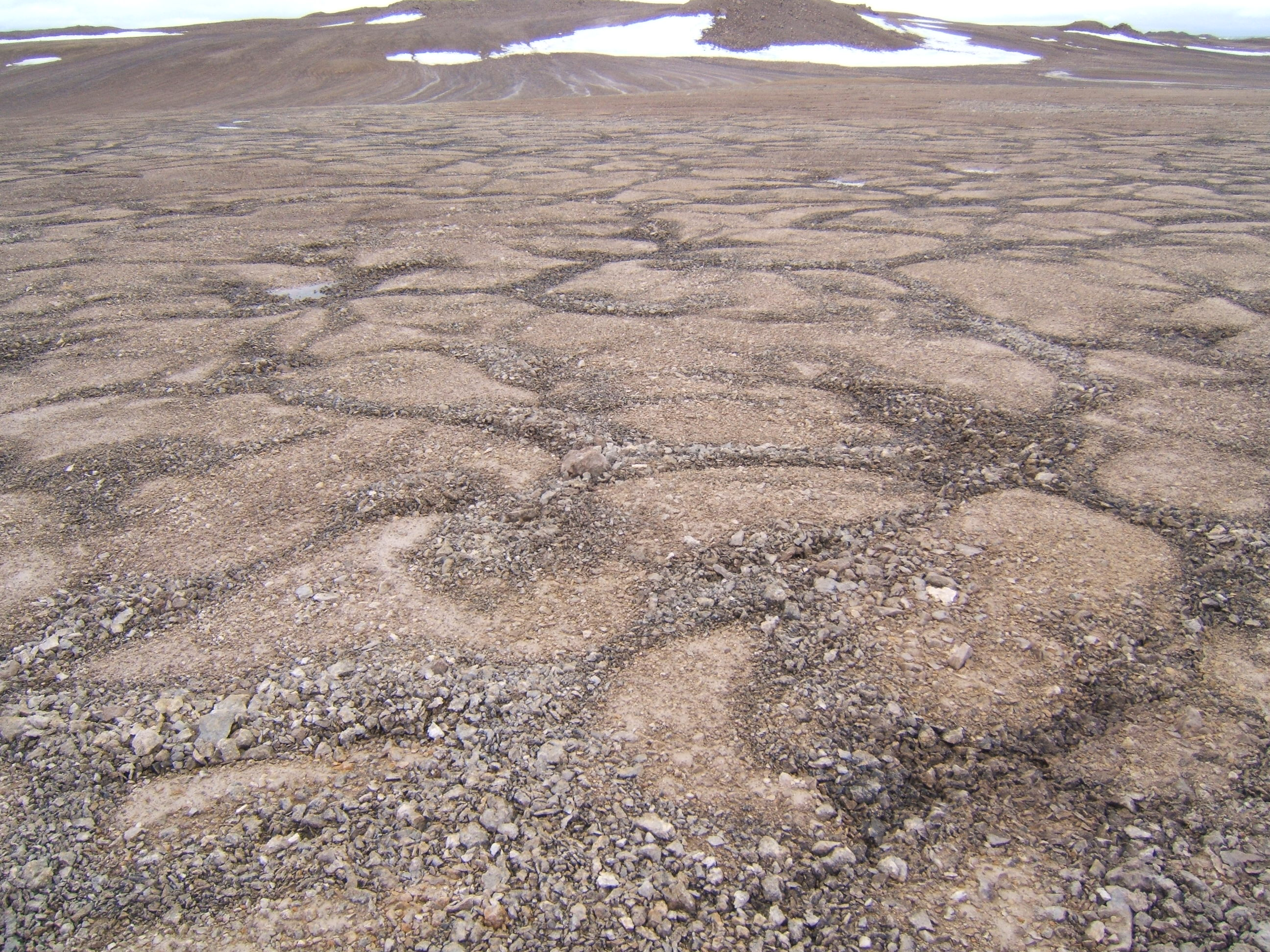
カナダ、北極諸島デヴォン島にみられるポリゴン構造。夏期に割れ目に染み込んだ水が凍結し氷の楔を作り出すことによって生ずると考えられている。

## 経過
- 2007年8月4日（アメリカ東部時間 5:26、日本時間18:26） ケープカナベラル空軍基地よりデルタIIで打ち上げ。

- 2008年

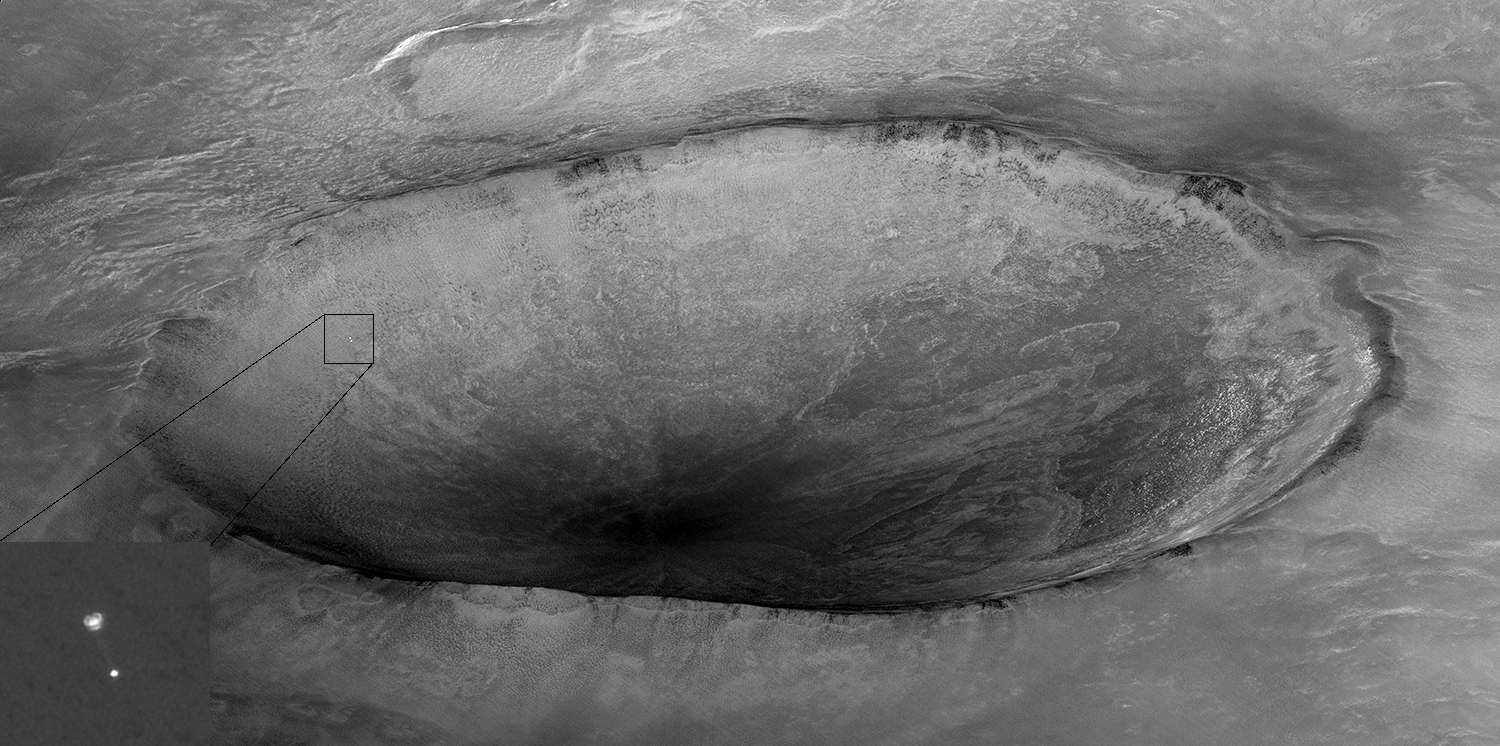
マーズ・リコネッサンス・オービターの高解像度カメラが撮影したパラシュートで降下中のフェニックス。探査機は背後のクレーター（直径 10 km）の西 20 km に着地した。

  - 5月25日（日本時間 26日） 火星着陸。

フェニックス着陸地域 グリーンバレー（非公式）は火星の北極地域の平原で、この期間は火星の北極地域に十分な太陽光が到達し、着陸機を太陽電池で動作させるのに十分である時期として選ばれた。着陸後フェニックスは十分な太陽光の得られる90ソル（sol, 火星の太陽日）の間だけ活動を行う予定となっていた。1ソルは地球の1日より約40分長い。機器展開やチェックが終わった後、9ソル目までは火星大気などの測定を行い、10ソル目よりロボット・アームを用いた土壌調査が始まる。
- - 6月1日（米東部時間） 氷らしきものを発見したと発表。逆噴射で表土が吹き飛ばされ、露出したものと推定されている[2]。

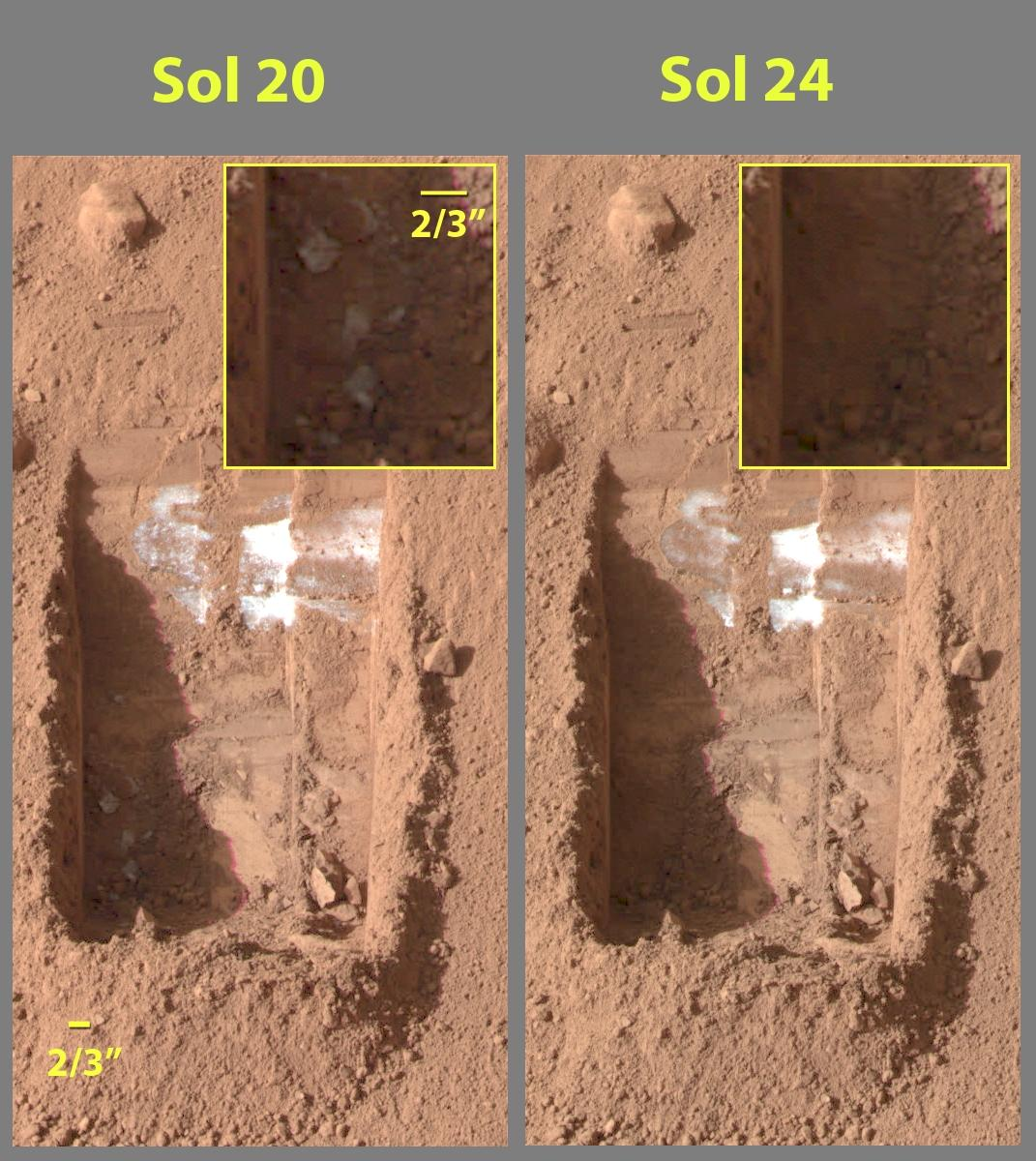
フェニックスが撮影した掘削跡の「氷」（上の枠内は影の部分の拡大図）。

- - 6月15日（米東部時間） ロボット・アームで地表を掘った跡を撮影した写真に白い塊が発見される。この塊は18日に撮影した写真では消えており、ほぼ確実に水の氷であると見られる[3]。
  - 11月10日（日本時間 11日） 日照不足による太陽電池の電力低下のため活動停止したと発表される[4]。最期の通信は11月2日。活動期間は当初想定された3ヶ月を超え5ヶ月以上に及んだ。
- フェニックスは火星の冬を乗り越えられるように設計されていなかったが、日照の回復により活動を再開出来る可能性が僅かに存在したため、2010年1月より火星周回機マーズ・オデッセイを使用して断続的に交信が試みられていた[5]。しかし、数十回に及ぶ機会の間にフェニックスの信号は受信されず、またマーズ・リコネッサンス・オービターが撮影した画像からフェニックスが塵に埋もれ破損したことも示唆されていた。これらの状況を踏まえ、2010年5月24日、フェニックスとの交信再開の試みを終了することが公式に発表された[6]。

## 搭載された科学機器
極地土壌分析がフェニックスの最重要任務となる。フェニックスの科学観測装置には、マーズ・サーベイヤー2001ランダーからそのまま引き継いだ掘削ロボット・アーム (RA) や、土壌を水に溶かして種々の実験を行う化学的実験装置や顕微鏡のセット (MECA) が装備されており、これらは土壌を熱することで発生する気体を調べる装置 (TEGA) とともに土壌分析の主役となる。これ以外にも周囲の状況を撮影するステレオ・カメラ (SSI) やライダーを備えた気象観測装置 (MET) などが装備されている。

### ロボット・アーム（RA）
先端にスコップが付いた RA（Robotic Arm）、即ち「ロボット・アーム」はフェニックスの科学機器の中で鍵を握る装置だといえる。4自由度を持つ腕を伸ばすと先端は着陸船より2.35 mとなる。さらにスコップは数時間掛けて地面の下50 cmまで掘削できる。スコップが極地の地下のこの深さには拡がっていると想定されている氷層に達したならば、先端にある鋭い爪とヤスリで砕きサンプルを手に入れる。こうして回収された土壌あるいは氷のサンプルは後述の装置 TEGA や MECA による解析にかけられる。
このロボット・アームはマーズ・サーベイヤー2001計画において JPL のチームが設計・製作したものである。

### ロボット・アーム・カメラ (RAC)

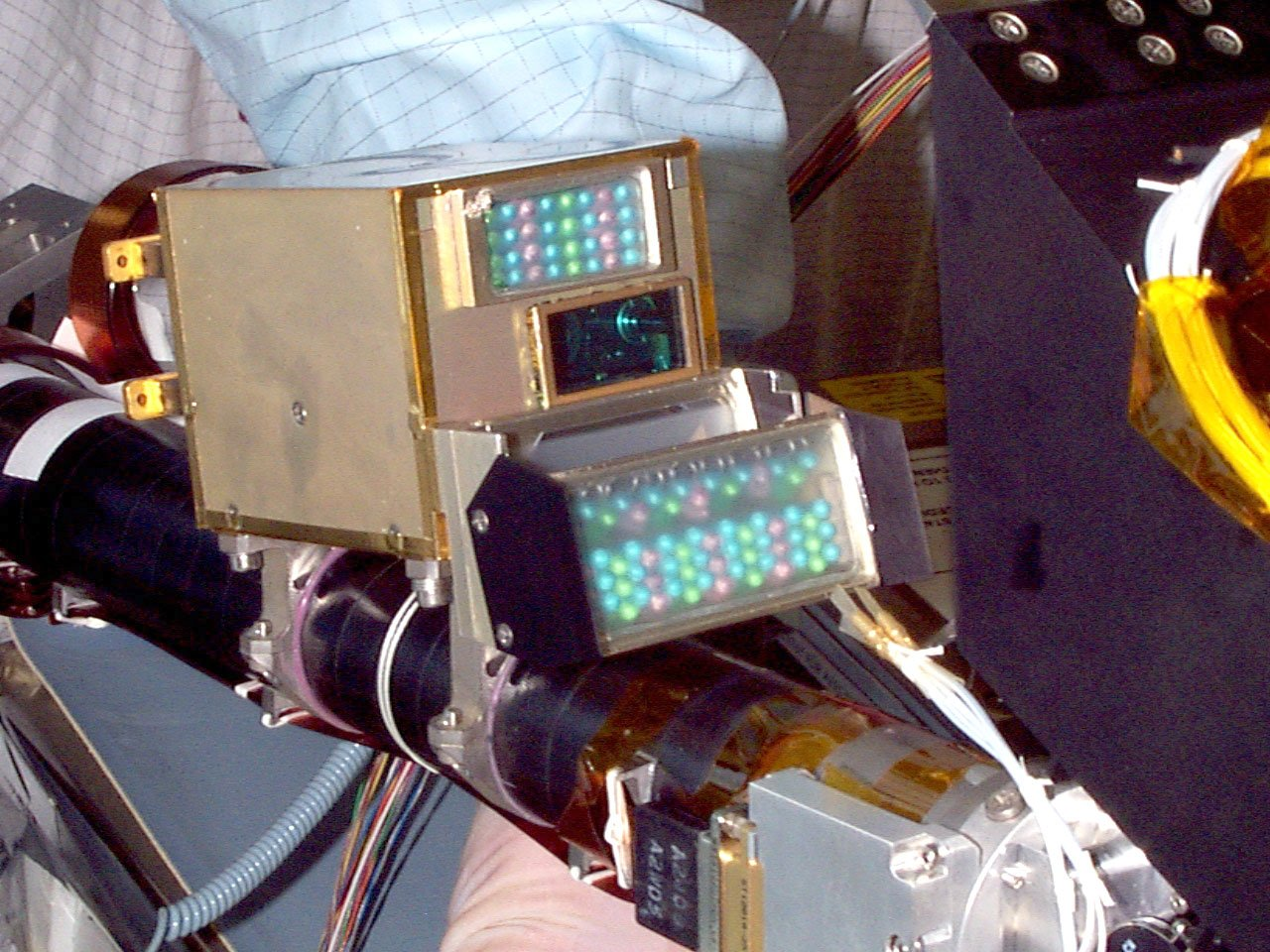
ロボット・アームに取り付けられた RAC。LED はさまざまな波長での照明となる。

ロボット・アームのスコップのすぐ上には三原色の LED に囲まれたカメラ RAC (Robotic Arm Camera) が備わっている。これは、周辺のカラー画像を撮影するとともに、スコップが回収するサンプルを確認し、またロボット・アームが掘り出したばかりの場所の土壌の状態を調べる。カメラは無限遠から手前 11 mm の物にまで焦点を合わせることができ、近づいたときの解像度は 23 µm となる。
このカメラもサーベイヤー2001ランダーを引き継いだもので、アリゾナ大学とドイツのマックス・プランク太陽系研究所 (Max-Planck-Institute für Sonnensystemforschung) によって製作された。

### 顕微鏡・電気化学・伝導度解析装置 (MECA)

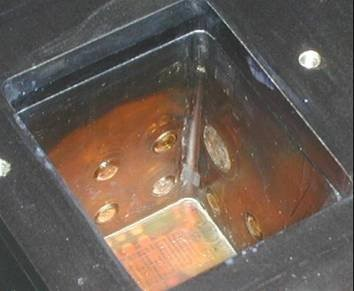
化学的実験を行う WCL の容器。写真はプロトタイプ。

マーズ・サーベイヤー2001のために JPL によって製作されていた MECA (Microscopy, Electrochemistry, and Conductivity Analyzer) は、湿式化学の実験装置 (wet chemistry laboratory, WCL)、光学顕微鏡、原子間力顕微鏡、熱伝導度および電気伝導度の探針 (プローブ) からなる一群の装置である。
熱伝導度・電気伝導度や温度を測定する幾本かの探針 はロボット・アームの「指の関節」部分に備え付けられており、アームが掘った溝の端に差し込まれることになる。これらの測定によって、活発な極地の土壌と大気との相互作用について理解する手がかりになると期待される。
ロボット・アームがすくった土壌は4つの WCL の容器のうちの1つに入れられ、そこに水が加えられる。これを撹拌しながら電気化学的センサーが水中のマグネシウム、ナトリウム、塩素、臭素、硫酸イオンといった 12 種類のイオン量、pH、伝導度、酸化還元電位が調べられる。これは土壌が、存在しているかもしれない固有の微生物にとって、あるいは将来の地球からの訪問者にとって生命を支えうるような化学的なエネルギーをもっているかどうか、また生命の存在に適さないような pH や塩、酸化物を有していないかどうかの評価に役立つ。
また、土壌の粒子は分類された上で、光学顕微鏡、そして FAMARS と名づけられた原子間力顕微鏡 によって細かい形状が観察され、その起源と鉱物学的性質が調べられる。原子間力顕微鏡はヌーシャテル大学 (Université de Neuchâtel) が中心となったスイスのグループによって提供されたもので、使い捨ての8つの探針が試料をなぞることで 10 nm の解像度の画像を得る。もし土壌に含水鉱物や粘土鉱物があれば、かつての火星の北極に液体の水があった証拠となりうる。

### 熱・発生気体分析装置 (TEGA)

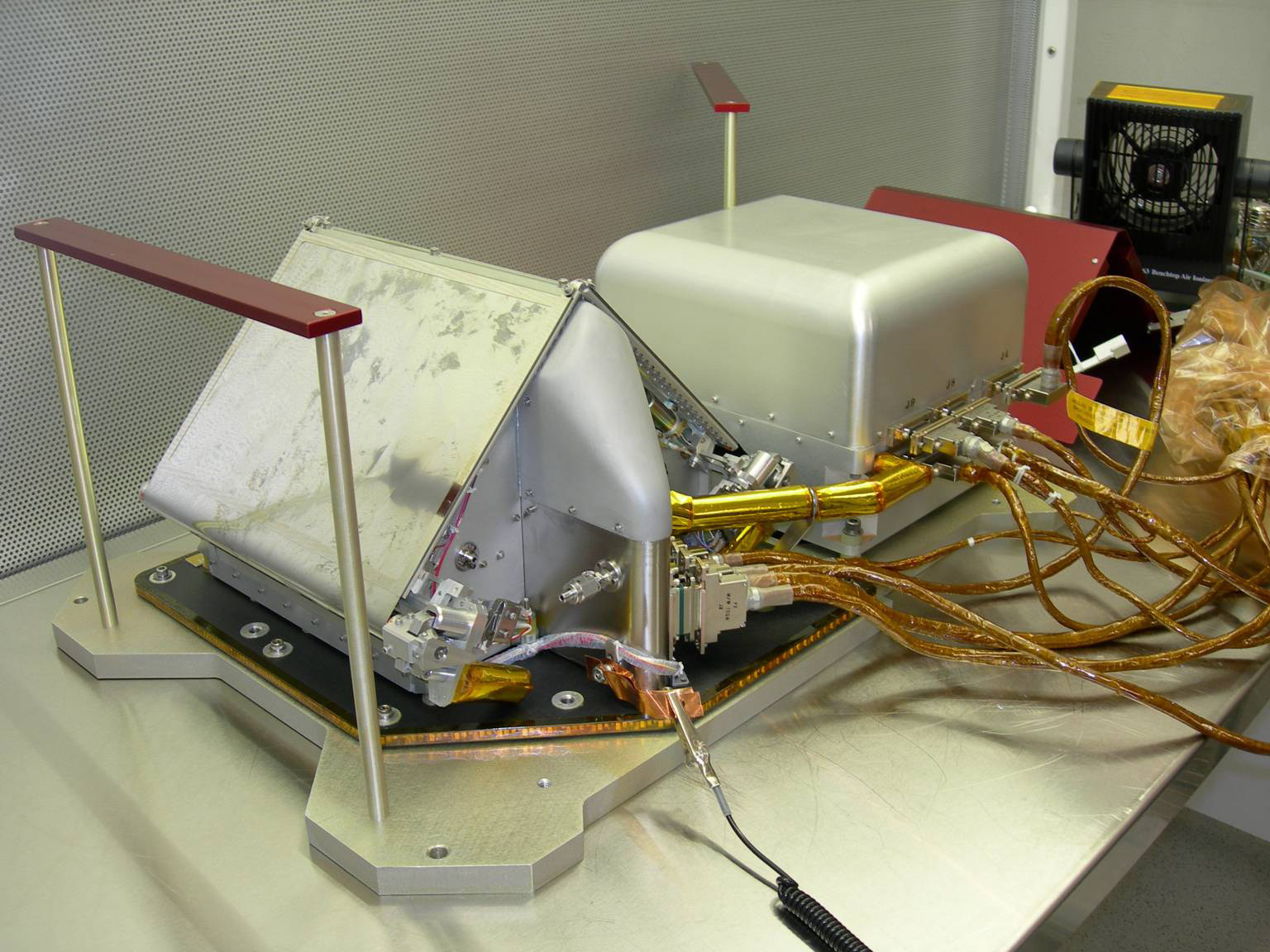
TEGA. 回収されたサンプルをゆっくりと加熱する炉と、発生したガスを分析する質量分析器。

アリゾナ大学とテキサス大学ダラス校 (University of Texas at Dallas) によって製作された TEGA (Thermal and Evolved Gas Analyzer) は、高温炉と質量分析計が組み合わせられたものである。ロボット・アームにより回収された土壌あるいは氷のサンプルを熱し、その成分を分析する。
全部で8つある炉はボールペンのインク・カートリッジ程度の小さなもので、それぞれ一度きりしか使うことができない。1つのサンプルを1つの炉でゆっくりと最大 1,000 ℃ まで加熱し、発生する気体の成分を質量分析の方法を用いて分析する。これによって極微量（最良で1億分の1程度 = 10 ppb オーダー) の成分を決定でき、土壌に存在しているかもしれないわずかな有機分子の検出に貢献できる。

### 地表ステレオ撮像装置 (SSI)

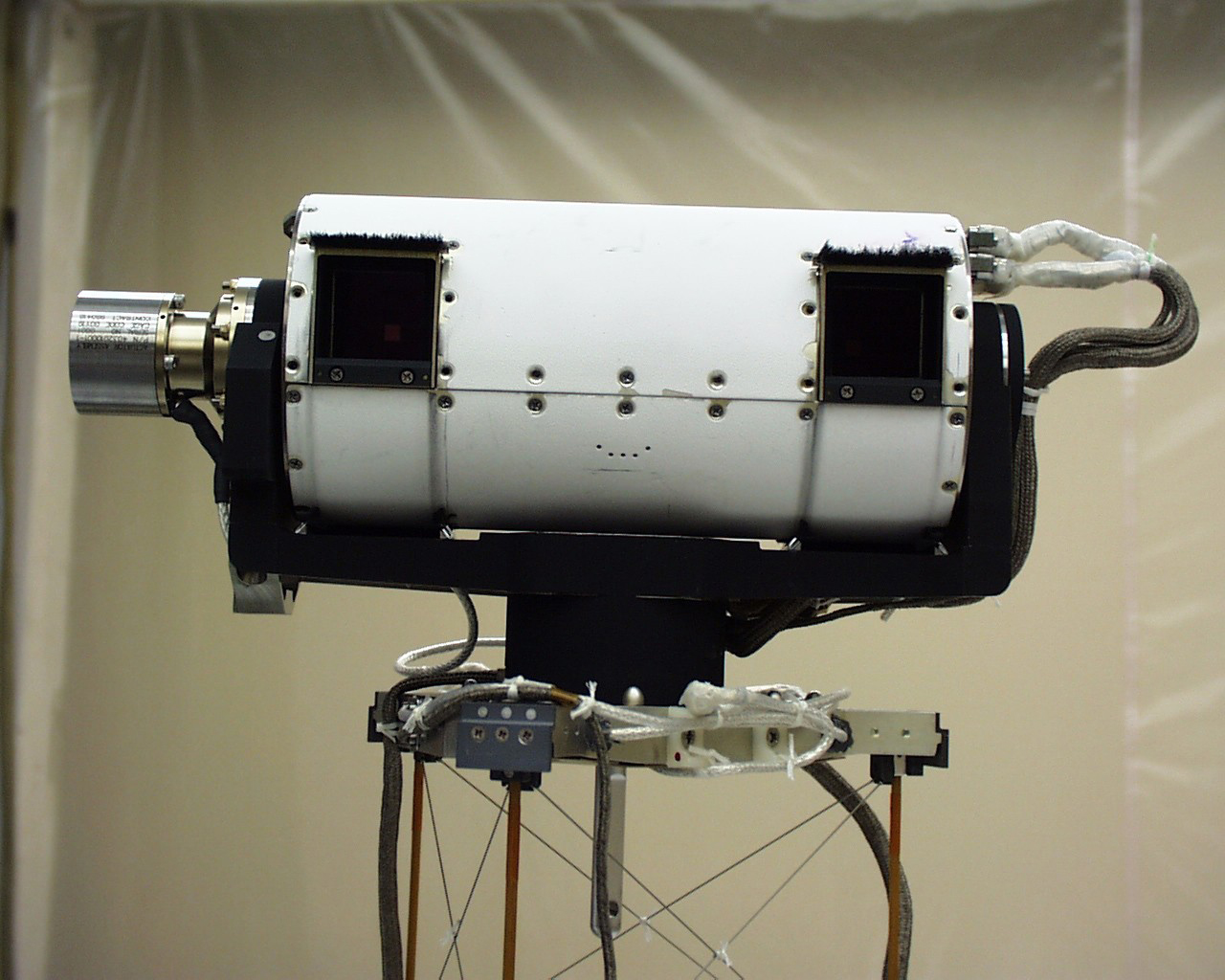
細いマストの上に載せられたステレオ・カメラ SSI。可視光から赤外線に対応した12種のフィルターが内蔵されている。

アリゾナ大学により新たに取り付けられた SSI (Surface Stereo Imager) は探査機の主たるカメラとなるものであり、失敗したマーズ・ポーラー・ランダーに備わっていたものの改良版である。2 m の高さからみた探査機の着陸した北極の風景をステレオ画像で映し出すと期待されている。
マーズ・パスファインダーで用いられたカメラより高解像度であり、1,024×1,024 ピクセルのCCDイメージセンサと12枚のフィルターにより、可視光や赤外光の様々なバンドの光での撮影が可能である。また、狭いバンドを用いて太陽光の吸収から大気中のエアロゾルや水蒸気の状態が評価される。

### 気象観測ステーション (MET)

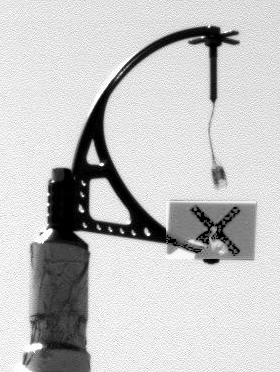
2.3 m の高さに展開された MET のマスト。風向と風力の測定を行う。

フェニックスはまた気温や気圧計など気象状況を観測するための一群の機器 MET (Meteorological Station) をもつ。これはカナダ宇宙庁が指揮をとってカナダを中心とする企業により製作された。また科学面での運用もカナダのヨーク大学を中心とした国際的なチームにより行われる。
この装置の中にはパルス状の強い出力のレーザー光を空に向けて照射し、反射されて戻ってくる光の強さと時間を計ることで、大気中の粒子の量や分布を知るライダー (LIDAR, Laser Imaging Detection and Ranging) も搭載されており、凍った極冠と大気との間の循環の理解に役立てられる。また、風向と風力の測定は軽量化のためにマストに取り付けられた小さな風見（テル・テイル、tell-tale）を SSI で撮影することによって行われる。

### 降下カメラ (MARDI)
マリン・スペース・システムズ (Malin Space Systems) の MARDI (Mars Descent Imager) は、フェニックスが地表に向けて降下していく間に、火星の地表の様子を撮影することを目的として搭載された小型のカメラである。
元々は大気圏突入時の減速中に機体を覆うエアロシェルが外された後、およそ 8 km の高度から撮影を始め、着陸地点を特定するとともに周囲の状況を調べる計画であったが、MARDI は結局撮影には用いられないこととなった。これは、発射前のテストによって、MARDI の複数の撮影データを処理する探査機の別のハードウェア装置にデータ破壊のわずかな可能性があることが明らかとなったためである。このハードウェア装置は探査機の他のデータも処理しているために、MARDI による画像撮影には許容できない危険があるとみなされることとなった。修理を行うには既に遅く、カメラはそのまま搭載された。1枚のみの撮影を行いデータをカメラ内に残す代替案も検討されたが、降下中の処理の調整が必要となることになり、結局断念された。

## 惑星協会の DVD

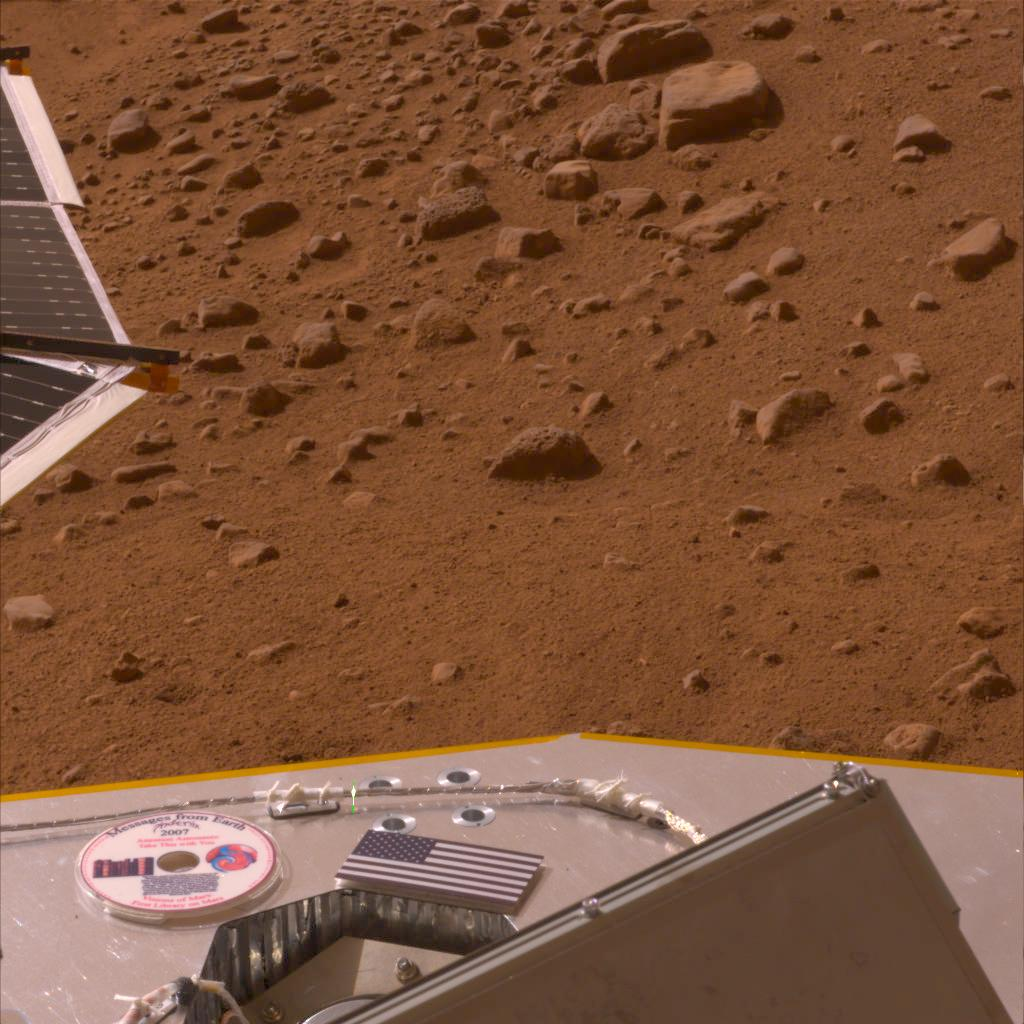
フェニックスからのフルカラー画像。星条旗の左に『地球からのメッセージ』と記されたミニ DVD が見える。

フェニックスには種々の観測装置の他に、石英ガラス製の DVD も搭載されている。惑星協会が提供したこの『フェニックス DVD』には会員と公募された名前 25 万のほか、未来の火星探検者へと向けた火星に関連した様々な分野の資料や芸術作品集『ヴィジョンズ・オブ・マーズ』が納められている。バイキング1号の着陸の光景を JPL で見たジーン・ロッデンベリーがジョン・ロンバーグ (Jon Lomberg) に語ったひとことから始まったこの計画は、もともとロシアのマルス96 (Марс-96) ミッションで実現されるはずであった。しかし、そのときの CD 版は探査機とともに大西洋に消えることとなったため、この DVD は2度目の挑戦となる。
『ヴィジョンズ・オブ・マーズ』の中には、後に火星に運河があると誤って捉えられる発端となったスキャパレリの観測記録や、運河に満ちた火星の世界を力説するパーシヴァル・ローウェルの散文、またH・G・ウェルズの『宇宙戦争』やブラッドベリの『火星年代記』をはじめとした SF 作品など 80 の文献が含まれている。また、パトリック・スチュワートの解説ではじまり、オーソン・ウェルズの肉声やパニックを引き起こした彼の火星人来襲を告げるラジオ番組などを含む『マーズ・ラジオ』、アーサー・C・クラークのメッセージと、未来の「火星人」に向けたカール・セーガンの音声メッセージ、子供たちの絵を含む 60 あまりの絵画も収録されている。日本人の作品では、安部公房の『使者』を始め、光瀬龍、石川喬司、荒巻義雄の小説や、宇宙画家岩崎一彰による火星を描いた絵画が納められている。